# EasyEDA
EasyEDA — кросс-платформенная веб-ориентированная среда автоматизации проектирования электроники, включающая в себя редактор принципиальных схем, редактор топологии печатных плат, SPICE-симулятор, облачное хранилище данных, систему управления проектами, а также средства заказа изготовления печатных плат. 

## История
Проект разрабатывается программистами Диллоном Хе (Dillon He) и Эриком Куи (Eric Cui) с 2010 года. В 2013 году состоялся первый релиз.

## Состав
В состав среды входят следующие средства:
- редактор принципиальных схем;
- редактор печатных плат;
- SPICE-симулятор;
- редактор электронных компонентов;
- генератор файлов формата GERBER;
- программа просмотра файлов формата GERBER;
- система управления проектами;
- система заказа изготовления печатных плат;
- облачное хранилище файлов.

## Технологии
Среда работает на основе клиент-серверной модели. Клиентская часть приложения полностью выполняется в браузере, поддерживающем HTML5. Инсталляция каких-либо программ или плагинов не требуется. Графическая среда приложения использует движок векторного графического формата SVG, доступный в современных браузерах. 
Хранение файлов осуществляется на сервере. 
Система никак не привязана к файлам пользователя на локальном компьютере и позволяет в любой момент продолжить работу на любом компьютере, подключенном к сети Интернет.

## Совместная работа
Система обеспечивает возможность совместной работы:
- совместное редактирование несколькими пользователями одного проекта;[3]
- создание форка от опубликованного проекта;
- совместное наполнение библиотеки компонентов;
- обсуждение проектов и компонентов.